# Tony Drago
Pour les articles homonymes, voir Drago.
Tony Drago est un joueur de snooker professionnel maltais né le 22 septembre 1965 à La Valette. Il est un des joueurs de snooker les plus rapides, connu pour avoir réalisé le century le plus rapide de l'histoire.
Drago occupe la 10e place du classement mondial de snooker (en 1998), son meilleur classement. Il atteint deux finales majeures : le Masters mondial 1991 (perdue contre Jimmy White), et l'Open international 1997 (sa seule finale dans un tournoi classé, battu par Stephen Hendry). 
Son meilleur résultat dans un championnat du monde survient pendant l'édition de 1988, où il réalise son seul quart de finale en onze participations.
En tant que joueur de pool abouti, il a remporté les Masters mondiaux en 2003 et la coupe Mosconi en 2007 et 2008.

## Carrière dans le snooker
Drago fait ses débuts professionnels en 1984 et se révèle lors du championnat du Royaume-Uni 1986, atteignant les quarts de finale et n'étant seulement battu que par le futur vainqueur Steve Davis (9-8), dans le match le plus difficile pour Davis cette semaine-là. Il fait ses débuts au championnat du monde la même année et réussit à se qualifier pour la première fois lors de l'édition de 1988, où il se défait de Alex Higgins et Dennis Taylor en route vers les quarts de finale. Il est opposé à Steve Davis, qui le bat nettement en ne concédant que quatre manches (13-4). Il se hisse alors dans le top 20 mondial pour la saison suivante. 
En 1991, Tony Drago dispute sa première grande finale au Masters mondial, mais s'incline face à Jimmy White (10-6). 
Pendant plusieurs saisons, le « faucon maltais » (surnom qui lui a été donné en référence au film du même titre) peine à percer dans le top 16 mondial, malgré plusieurs quarts de finale dans des tournois de classement (championnat du Royaume-Uni, classique et Open de Grande-Bretagne). Il parvient finalement à franchir ce cap lors de la saison 1993-1994, obtenant des résultats plus constants ; quarts de finale au Masters de Thaïlande et à l'Open de Grande-Bretagne. Il perd aussi une finale à domicile au Grand Prix de Malte. 
En 1996, il remporte le Masters de Guangzhou contre Steve Davis, sa première victoire en carrière face au sextuple champion du monde. Il dispute sa seule finale d'un tournoi classé à l'Open international, en 1997, à Aberdeen, où il bat John Parrott en quarts de finale 5 manches à 3 et John Higgins en demi-finale 6 manches à 5. Il est en revanche dominé par Stephen Hendry (9-1). 
Il dispute deux autres demi-finales de tournois classés à l'Open d'Europe en Irlande (1998) et à Malte (2004). Néanmoins, les années qui suivent sont difficiles et Drago enchaîne les relégations du circuit principal. Il est définitivement relégué du circuit professionnel à la fin de la saison 2015-2016.  
Joueur au style de jeu rapide et offensif, Drago détient le record de la manche la plus rapide lors du tournoi international de 1988 à Stoke, contre Danny Fowler, en seulement trois minutes. Au championnat du Royaume-Uni en 1995, il réussit un centurie en seulement 210 secondes.  

## Vie personnelle
En dehors du snooker, il est fan de football et de la Juventus de Turin. Il aime aussi le tennis. 

## Palmarès
| Légende | Catégorie                        | Titres                         | Finales                        |
|         | Tournois classés                 | 0                              | 1                              |
|         | Tournois classés mineurs         | 1                              | 0                              |
|         | Tournois non classés             | 1                              | 6                              |
|         | Tournois pro-am                  | 3                              | 3                              |
|         | Tournois par équipes             | 0                              | 1                              |
|         | Tournois du circuit du challenge | 0                              | 1                              |
|         | Tournois amateurs                | 2                              | 1                              |
| Gras    | Tournois de la triple couronne   | Tournois de la triple couronne | Tournois de la triple couronne |

### Titres
| Saison    | Nom du tournoi                 | Lieu      | Finaliste      | Score | Tableau |
| 1984      | Championnat de Malte amateur   | Malte     | Alf Micallef   | 7-3   |         |
| 1992-1993 | Challenge Strachan (épreuve 3) | Sheffield | Ken Doherty    | 9-7   |         |
| 1995-1996 | Masters de Guangzhou           | Canton    | Steve Davis    | 6-2   |         |
| 2009      | Championnat d'Europe amateur   |           | Roy Stolk      | 5-4   |         |
| 2011-2012 | Open des trois rois            | Rankweil  | Bjorn Haneveer | 5-3   | [ 14 ]  |
| 2014-2015 | Open des trois rois (2)        | Rankweil  | Luca Brecel    | 5-4   | [ 15 ]  |
| 2015-2016 | Open des trois rois (3)        | Rankweil  | Brian Cini     | 5-1   | [ 16 ]  |

### Finales
| Saison    | Nom du tournoi                                | Lieu        | Finaliste      | Score | Tableau |
| 1985      | Championnat de Malte amateur                  | Malte       | Paul Mifsud    | 1-7   |         |
| 1988-1989 | Coupe du monde                                | Bournemouth | Angleterre     | 8-9   |         |
| 1988-1989 | Tournoi Pontins                               | Prestatyn   | Darren Morgan  | 2-9   |         |
| 1990-1991 | Masters mondiaux                              | Birmingham  | Jimmy White    | 6-10  |         |
| 1993-1994 | Challenge d'Europe                            | Épernay     | Stephen Hendry | 3-5   |         |
| 1994-1995 | Grand Prix de Malte                           | La Valette  | John Parrott   | 6-7   |         |
| 1994-1995 | Circuit mineur de la WPBSA (épreuve 5)        | Marsaskala  | David Roe      | 3-6   |         |
| 1996-1997 | Grand Prix de Malte (2)                       | Marsaskala  | Nigel Bond     | 3-7   |         |
| 1996-1997 | Open international                            | Aberdeen    | Stephen Hendry | 1-9   |         |
| 1997-1998 | Tournoi de qualification aux Masters d'Écosse |             | Alan McManus   | 2-5   |         |
| 2010-2011 | Open des trois rois                           | Rankweil    | Dominic Dale   | 1-5   | [ 17 ]  |
| 2012-2013 | Open des trois rois (2)                       | Rankweil    | Stephen Lee    | 4-5   | [ 18 ]  |
| 2013-2014 | Open des trois rois (3)                       | Rankweil    | Luca Brecel    | 4-5   | [ 19 ]  |